# Andruw Jones
Andruw Rudolf Jones (nacido el 23 de abril de 1977) es un ex jardinero y bateador designado curazoleño de béisbol profesional. Jugó en Grandes Ligas principalmente con los Atlanta Braves; también jugó con Los Angeles Dodgers, Texas Rangers, Chicago White Sox y New York Yankees, y en la Liga Japonesa de Béisbol Profesional (NPB) con los Tohoku Rakuten Golden Eagles. En 1996 tuvo una actuación en Venezuela con el equipo Tiburones de La Guaira. En el 2009 jugó para Las Águilas Cibaeñas en el béisbol profesional dominicano.
Jones fue reconocido especialmente por sus cualidades defensivas, ganando diez Guantes de Oro como jardinero de forma consecutiva (1998-2007). Participó en cinco Juegos de Estrellas, y ganó el Premio Hank Aaron y el Bate de Plata en 2005. En 2002, fue el ganador inaugural del voto final para el Juego de Estrellas por la Liga Nacional. A lo largo de su carrera jugó principalmente como jardinero central, pero tomó el rol de bateador designado y cuarto jardinero con los Rangers, Medias Blancas y Yanquis.

## Carrera profesional
Debutó en Grandes Ligas con los Bravos de Atlanta en 1996. En la Serie Mundial de ese año, se convirtió en el jugador más joven en conectar un jonrón en postemporada, y apenas el segundo en conectar jonrones en sus dos primeros turnos al bate de una Serie Mundial. La siguiente temporada, bateó .231 con 18 jonrones y quedó quinto en la votación al Novato del Año de la Liga Nacional. En 1998, bateó .271 con 31 jonrones, y en 1999 .275 con 26 jonrones y 84 carreras impulsadas. Jones registró promedio de .303 con 36 jonrones y 104 impulsadas en 2000, y fue elegido por primera vez al Juego de Estrellas. Fue comparado con Willie Mays y considerado como el mejor jardinero central después de Ken Griffey Jr. La siguiente temporada, nuevamente conectó más de 30 cuadrangulares e impulsó 104 carreras, pero su promedio bajó a .251 y su número de ponches recibidos aumentó. Jugó mucho mejor en 2002 y 2003, participando en el Juego de Estrellas de ambas temporadas. Sin embargo, tuvo problemas en 2004 y registró menos de 30 jonrones por primera vez desde 1999, mientras que el número de ponches excedió de 100 regularmente. Se recuperó para el 2005, al liderar la liga con 51 jonrones y 128 impulsadas, quedando en segundo lugar en la votación al Jugador Más Valioso de la Liga Nacional detrás de Albert Pujols. Los críticos argumentaron que su bajo promedio de bateo fue la principal razón por la que finalizó segundo. En 2006, Jones bateó .262 con 41 jonrones y 129 impulsadas, mientras que en 2007, su última temporada con los Bravos, tuvo la peor temporada de su carrera al registrar un bajo promedio de .222 con 26 jonrones y 94 impulsadas. Durante su tiempo con Atlanta se concirtió en uno de los jugadores más jóvenes en alcanzar 300 jonrones.
Luego de la temporada 2007, Jones firmó un contrato de dos años y $36.2 millones con los Dodgers de Los Angeles. Sin embargo, tuvo un mal rendimiento con el equipo, bateando solo .158 con tres jonrones y 14 impulsadas. Poco después de la temporada, fue liberado por los Dodgers. Desde entonces jugó con los Rangers de Texas, Medias Blancas de Chicago y Yanquis de Nueva York. Jugando con los Medias Blancas conectó el jonrón 400 de su carrera. Participó con las Águilas Cibaeñas en el béisbol profesional dominicano, en el Todos Contra Todos del 2009, bateó para 143 (14-2) 2 anotadas, 4 bases por bolas y 4 ponches. Abandonó el equipo porque supuestamente, su esposa estaba enferma. 
El 7 de diciembre de 2012, Jones firmó un contrato de un año y ¥300 millones con los Tohoku Rakuten Golden Eagles de la Liga Japonesa de Béisbol Profesional. Finalizó la temporada regular con 26 jonrones, 94 impulsadas y 81 anotadas en 478 turnos al bate, ayudando a las Águilas Doradas a ganar su primer título. Luego de la temporada, firmó nuevamente con Rakuten por un año y ¥400 millones.
Desde su tiempo en Japón, Jones intentó regresar a las Grandes Ligas para el 2015 y 2016. Se retiró oficialmente en febrero de 2016, y fue contratado por los Bravos como un asistente especial ese mismo mes.